# Муравьиные львы
Муравьи́ные львы (лат. Myrmeleontidae) — семейство насекомых из отряда сетчатокрылых (Neuroptera). Четырёхкрылые, напоминающие стрекоз, насекомые с размахом крыльев до 15 см. Усики к концу булавообразно утолщены. Крылья длинные, с густой сетью жилок, полностью прозрачные или с тёмным рисунком, в покое складываются крышеобразно, полностью или частично прикрывая длинное и тонкое брюшко. Летают медленно. Взрослые муравьиные львы являются хищниками, охотящимися на летающих насекомых.
Развитие с полным превращением: имеются стадии яйца, личинки, куколки и имаго. Личинки отличаются большими, зазубренными на внутреннем краю, снабжёнными каналом челюстями и коротким широким брюшком. Являются активными хищниками. Личинки большинства видов подстерегают добычу, зарывшись у поверхности почвы, или сооружают характерные воронкообразные ямки-ловушки в песчаных почвах, в которые ловят мелких насекомых, закопавшись в песок. Окукливаются в шелковистом коконе; куколка свободная.
Распространены преимущественно в субтропиках и тропиках. В мировой фауне описано по различным оценкам от 1,8 до 2 тысяч видов, на территории России обитает 34 вида.

## Название
Точное значение названия «муравьиный лев» неизвестно. Считается, что оно указывает на муравьёв, составляющих значительную долю добычи личинок этой группы насекомых, а «лев» просто означает «охотника».
Термин восходит к античности. Греческое μυρμηκολέων, являющееся сложением слов μύρμηξ «муравей» и λέων «лев», впервые появляется в Септуагинте (Иов. 4:11), где оно переводит ивр. לַיִשׁ‎ — «лев». Согласно одной из версий, название «муравьиный лев» возникло по недоразумению. В «Географии» Страбона говорилось, что в Эфиопии обитает много львов, которых называют муравьями. Затем Страбон, говоря об арабском льве, назвал его муравьём, а переводчик создал название «мирмиколеон» (μυρμηκολέων), которое в дальнейшем и вошло в литературу. Затем μυρμηκολέων появляется в Физиологе (II—III века н. э.), где оно относится к вымышленному созданию, наполовину льву, наполовину муравью. Древнейший известный текст, где слово μυρμηκολέων относится к насекомому, — Кираниды (IV в. н. э.). В нём μυρμηκολέων описывается как один из семи видов муравьёв — большой, крылатый, пёстро окрашенный и хищный, однако с короткой продолжительностью жизни. Понималось ли под этим то же насекомое, которое сейчас называется муравьиным львом, доподлинно неизвестно.
Латинское научное название типового рода Myrmeleo в частности и всего семейства Myrmeleontidae в целом происходит от древнегреческого. Оно было впервые предложено французским энтомологом Пьером Андре Латрейлем в 1802 году. В большинстве европейских и ближневосточных языков по крайней мере личинки известны под местными названиями, соответствующими «муравьиному льву».

## Систематика и эволюция
Сетчатокрылые (Neuroptera), к которым относится семейство муравьиных львов, составляют относительно небольшой, но филогенетически важный отряд насекомых с полным превращением. Наиболее древние представители сетчатокрылых известны начиная с нижнего пермского периода, но до середины триасового периода они были относительно однообразными. Диверсификация отряда началась в верхнем триасовом периоде и наиболее активно происходила в юрском периоде — первой половине мелового периода. Родственные и эволюционные взаимоотношения внутри отряда сетчатокрылых остаются объектом дискуссии, поскольку большинство ископаемых таксонов плохо описаны, что не позволяет выяснить их точное систематическое положение. Принимается монофилия подотряда Myrmeleontiformia. Подотряд имеет длинную эволюционную историю. В мелу новые семейства сетчатокрылых возникли в основном в мирмелеонтоидной ветви (Myrmeleontiformia, как Myrmeleontoidea + Chrysopoidea). В раннем мелу происходит всплеск разнообразия Myrmeleontiformia: возникает несколько впоследствии вымерших семейств (Babinskaiidae, Palaeoleontidae), представители которых отличались длинными узкими крыльями, внешне напоминали муравьиных львов.
Филогения сетчатокрылых была исследована с использованием последовательностей митохондриальной ДНК, и, хотя нерешённые проблемы остаются для группы в целом (группа «Hemerobiiformia» является парафилетической, а подотряд Myrmeleontiformia, как правило, считается монофилетическим), их общая кладограмма выглядит следующим образом:
|  | Mantispidae                                               |
|  |                                                           |
|  | \| \| Ithonidae \| \| \| \| \| \| Chrysopidae \| \| \| \| |
|  |                                                           |
|  | Ithonidae                                                 |
|  |                                                           |
|  | Chrysopidae                                               |
|  |                                                           |

|  | Ithonidae   |
|  |             |
|  | Chrysopidae |
|  |             |

|  | Nymphidae                                                       |
|  |                                                                 |
|  | \| \| Myrmeleontidae \| \| \| \| \| \| Ascalaphidae \| \| \| \| |
|  |                                                                 |
|  | Myrmeleontidae                                                  |
|  |                                                                 |
|  | Ascalaphidae                                                    |
|  |                                                                 |

|  | Myrmeleontidae |
|  |                |
|  | Ascalaphidae   |
|  |                |

|  | Mantispidae                                               |
|  |                                                           |
|  | \| \| Ithonidae \| \| \| \| \| \| Chrysopidae \| \| \| \| |
|  |                                                           |
|  | Ithonidae                                                 |
|  |                                                           |
|  | Chrysopidae                                               |
|  |                                                           |

|  | Ithonidae   |
|  |             |
|  | Chrysopidae |
|  |             |

|  | Nymphidae                                                       |
|  |                                                                 |
|  | \| \| Myrmeleontidae \| \| \| \| \| \| Ascalaphidae \| \| \| \| |
|  |                                                                 |
|  | Myrmeleontidae                                                  |
|  |                                                                 |
|  | Ascalaphidae                                                    |
|  |                                                                 |

|  | Myrmeleontidae |
|  |                |
|  | Ascalaphidae   |
|  |                |

|  | Mantispidae                                               |
|  |                                                           |
|  | \| \| Ithonidae \| \| \| \| \| \| Chrysopidae \| \| \| \| |
|  |                                                           |
|  | Ithonidae                                                 |
|  |                                                           |
|  | Chrysopidae                                               |
|  |                                                           |

|  | Ithonidae   |
|  |             |
|  | Chrysopidae |
|  |             |

|  | Nymphidae                                                       |
|  |                                                                 |
|  | \| \| Myrmeleontidae \| \| \| \| \| \| Ascalaphidae \| \| \| \| |
|  |                                                                 |
|  | Myrmeleontidae                                                  |
|  |                                                                 |
|  | Ascalaphidae                                                    |
|  |                                                                 |

|  | Myrmeleontidae |
|  |                |
|  | Ascalaphidae   |
|  |                |

|  | Mantispidae                                               |
|  |                                                           |
|  | \| \| Ithonidae \| \| \| \| \| \| Chrysopidae \| \| \| \| |
|  |                                                           |
|  | Ithonidae                                                 |
|  |                                                           |
|  | Chrysopidae                                               |
|  |                                                           |

|  | Ithonidae   |
|  |             |
|  | Chrysopidae |
|  |             |

|  | Nymphidae                                                       |
|  |                                                                 |
|  | \| \| Myrmeleontidae \| \| \| \| \| \| Ascalaphidae \| \| \| \| |
|  |                                                                 |
|  | Myrmeleontidae                                                  |
|  |                                                                 |
|  | Ascalaphidae                                                    |
|  |                                                                 |

|  | Myrmeleontidae |
|  |                |
|  | Ascalaphidae   |
|  |                |

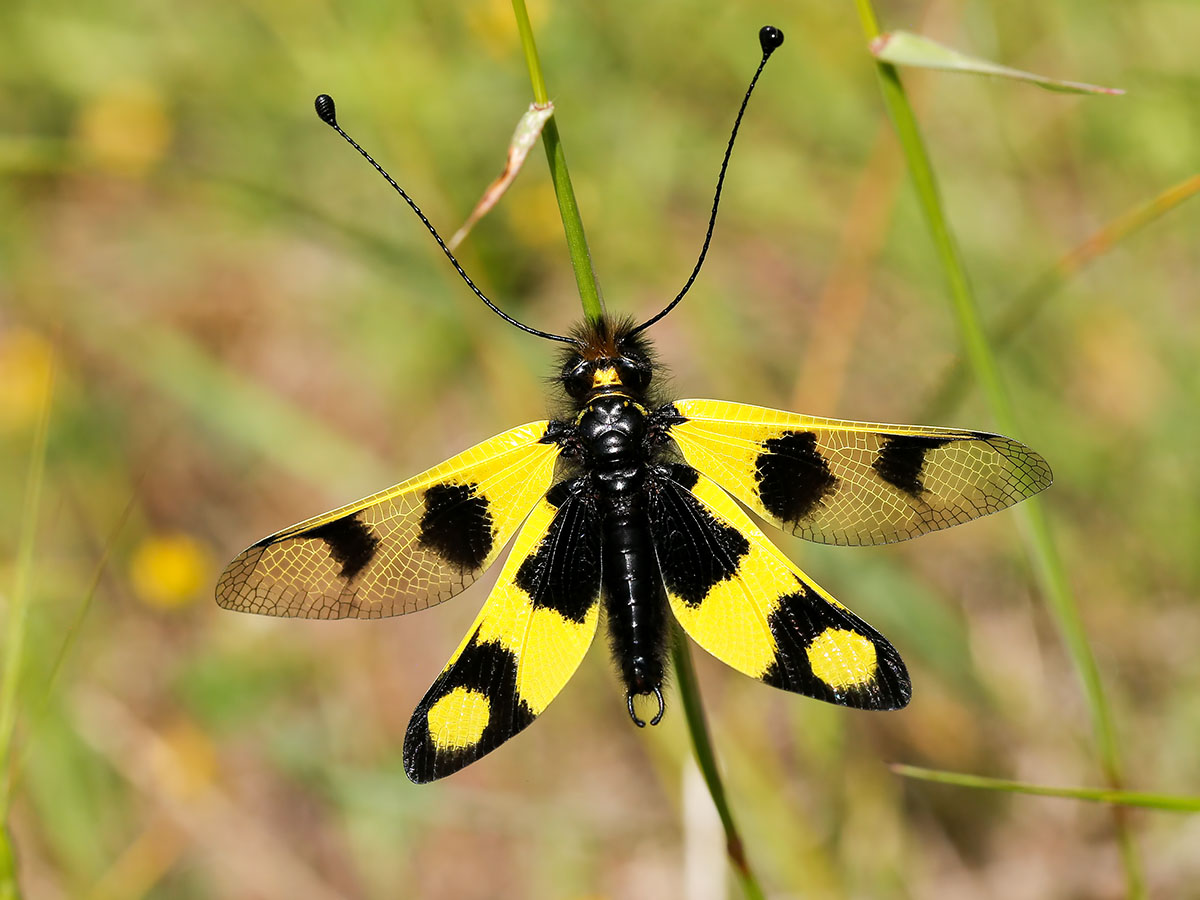
Аскалаф пёстрый — представитель группы ближайших современных родственников муравьиных львов

Ближайшими современными родственниками муравьиных львов считаются представители семейства аскалафы из того же отряда сетчатокрылых. Из близких вымерших групп, известных только по ископаемым остаткам, следует отметить семейство Babinskaiidae, жившее во времена мелового периода (125,0—93,5 млн лет назад). Все эти три семейства принято объединять в надсемейство Myrmeleontoidea.
По мнению русского энтомолога, специалиста по сетчатокрылым Владимира Макаркина, наиболее вероятным является следующий сценарий эволюционных взаимоотношений среди семейств группы Myrmeleontiformia. Некий род, близкий к ископаемому семейству Palaeoleontidae, является предком линии, давшей потом начало семействам аскалафов (Ascalaphidae) и муравьиных львов (Myrmeleontidae), а семейство Araripeneuridae является при этом боковой вымершей ветвью внутри этой группы. Строение задних крыльев базальных Myrmeleontidae и Ascalaphidae наиболее сходно именно с крыльями Palaeoleontidae.

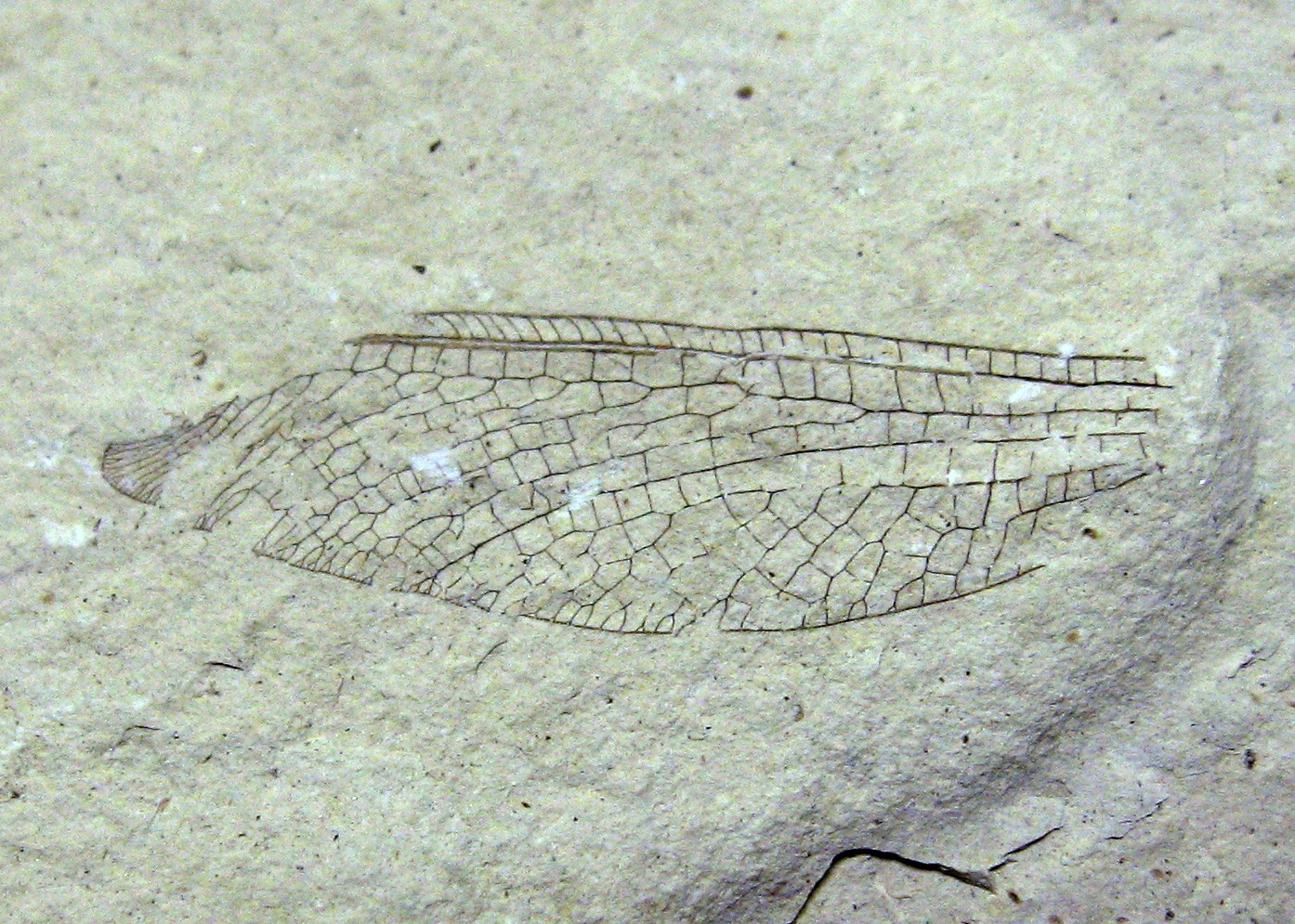
Крыло ископаемого Nymphes georgei из родственного муравьиным львам семейства Nymphidae, эоцен (50 млн лет), США

Древнейшие достоверные находки взрослых муравьиных львов до недавнего времени были известны только начиная с эоцена — из формации Грин—Ривер (Колорадо, США). Древнейшая личинка, как считается, муравьиного льва — Pristinofossor rictus — обнаружена в меловом бирманском янтаре. Pristinofossor, кажется, наиболее близок к этому семейству; действительно, у него голени и лапки задних ног «частично слиты», но этот признак — апоморфия Myrmeleontidae и Ascalaphidae.
В отличие от большого разнообразия существующих ныне видов муравьиных львов, их окаменелости чрезвычайно редки. Достоверно описаны три вида: Dendroleon septemmontanus из позднего олигоцена Германии, известный только по дистальной части переднего крыла; Epignopholeon sophiae из североамериканской свиты Грин—Ривер (ранний или начало среднего эоцена); и Porrerus dominicanus из раннего/среднего миоцена из доминиканского янтаря; вид представлен пятью экземплярами имаго. Оба вида были отнесены к существующим родам. Родство с муравьиными львами у Myrmeleon reticulatus из миоценового местонахождения Радобой (Хорватия) весьма сомнительно. Myrmeleon brevipennis из той же местности, также указывается некоторыми авторами как муравьиный лев. Тем не менее это насекомое издавна считалось представителем семейства Gryllacrididae отряда прямокрылых. Три личинки муравьиных львов известны из доминиканского янтаря. Личинка, предположительно, муравьиного льва известна из североамериканской свиты Грин Ривер (ранний или начало среднего эоцена), но её точное систематическое положение (муравьиные львы или аскалафы) остаётся неясным из-за плохой сохранности. Самые ранние несомненные представители семейства известны из североамериканской свиты Грин Ривер (ранний или начало среднего эоцена, Epignopholeon sophiae).
Некоторые меловые мирмелеонтоиды (например, семейства Palaeoleontidae, Araripeneuridae и некоторые другие роды с неопределёнными родственными связями) иногда рассматриваются некоторыми авторами в составе семейства муравьиных львов в ранге подсемейств. Однако у их представителей не обнаружена важная анатомическая особенность муравьиных львов — аксиллярная пластинка (орган Эльтрингема) в основании задних крыльев самцов. В настоящее время принято считать, что известные меловые таксоны, однозначно принадлежащие к семейству муравьиных львов, отсутствуют.
Эволюционно первичной средой обитания личинок муравьиных львов был детрит растительного происхождения. Приспособление их к обитанию в песчаной почве, в трещинах и пустотах скал, дуплах деревьев и специфических биотопах является вторичным.

## Морфология имаго

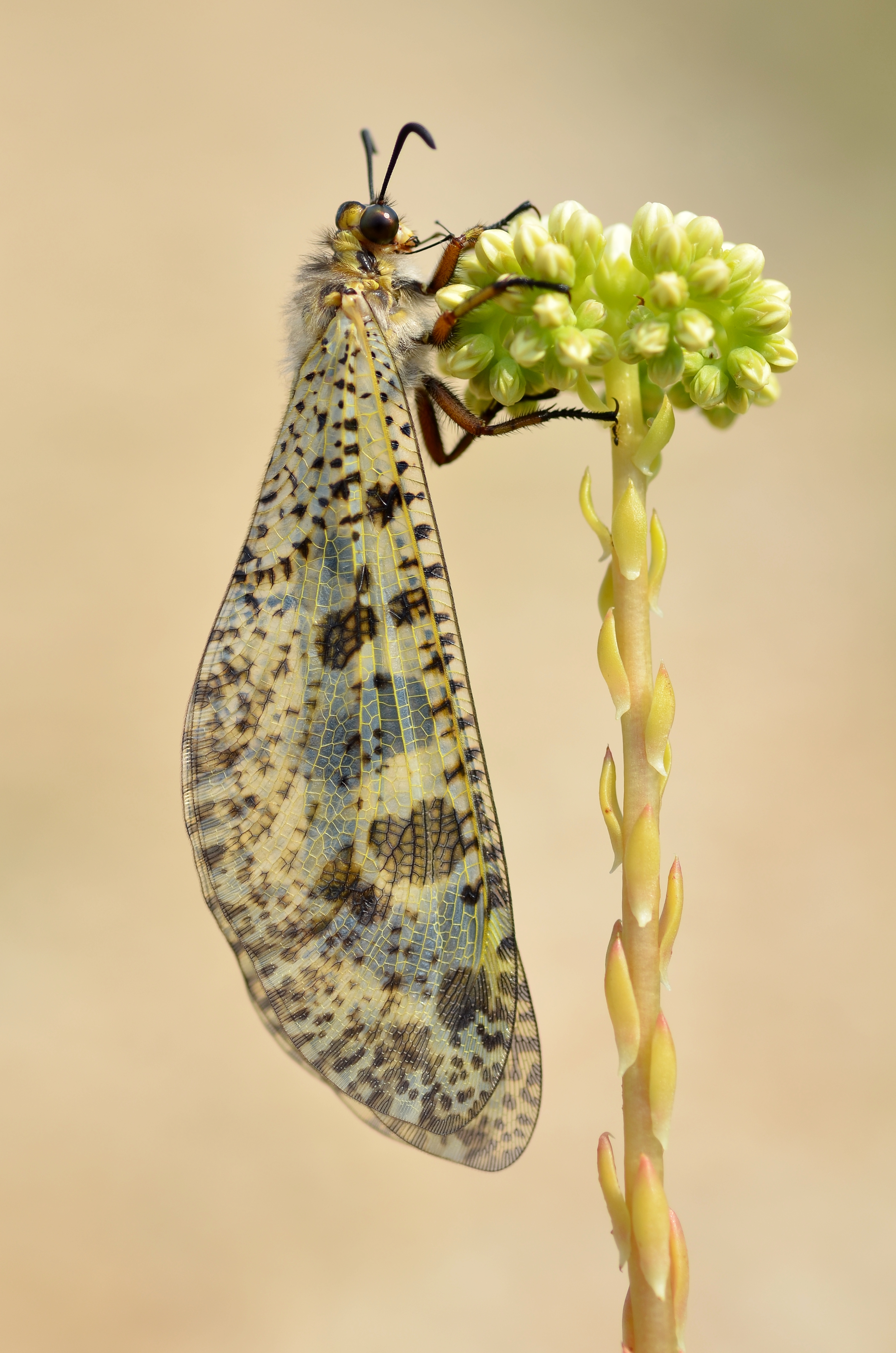
Palpares libelluloides — один из крупнейших европейских видов

Муравьиные львы являются четырёхкрылыми стрекозообразными насекомыми с длинными крыльями, отличающимися густым жилкованием. Крылья полностью прозрачные или несут на себе рисунок в виде пятен и полос. В состоянии покоя крылья складываются крышеобразно, частично либо полностью прикрывая длинное и тонкое брюшко. Окраска тела чёрная, бурая или жёлтая, с коричневыми или чёрными полосами и пятнами. Однако есть исключения, как, например, австралийский вид Callistoleon erythrocephalus с яркой оранжевой окраской головы и груди.

### Размеры
Размеры представителей группы варьируются в довольно широких пределах: длина переднего крыла различных видов колеблется от 10 до 80 мм. Наиболее мелкие муравьиные львы имеют размах крыльев менее 20 мм. К ним относятся муравьиный лев Лухтанова с длиной переднего крыла 10—16 мм и Maracandula apicalis с размахом крыльев, не превышающим 2 см.
Наибольших размеров достигают представители подсемейств Palparinae и Acanthaclisinae. В Восточном полушарии крупнейшим видом является европейский Palpares libelluloides (размах крыльев до 15 см) и Palparellus voeltzkowi с Мадагаскара (длина переднего крыла 65—80 мм, размах крыльев до 15 см). Одним из крупнейших европейских видов также является Acanthaclisis occitanica с размахом крыльев до 11 см. В Западном полушарии крупнейшим видом является Vella americana из Мексики (длина переднего крыла 40—60 мм).

### Голова
Голова гипогнатического типа — с ротовыми органами, обращёнными вниз. Она весьма подвижная, с хорошо развитыми глазами. Фасеточные глаза крупного размера, полушаровидные, овальной формы. Простые глазки отсутствуют. Вместе с глазами голова значительно шире груди. Обычно окраска головы светлая с тёмным рисунком, часто являющимся одним из диагностических видовых признаков. Темя выпуклое, возвышается над глазами. Лоб и темя покрыты плоскими щетинками, обычно прижатыми к поверхности головы. У некоторых представителей подсемейства Myrmecaclurinae также имеются длинные щетинки, обычно прижатые к глазам. Ротовой аппарат грызущего типа. В его строении имеется верхняя губа (лабрум), нижняя губа (лабиум), верхние челюсти (мандибулы), нижние челюсти (максиллы). Верхняя губа является главным осязательным и вкусовым органом. Она часто, как и наличник, отделена от остальной части головы швами. Вдоль темени, посередине головы, проходит эпикраниальный шов. Мандибулы хорошо развитые, мощные, преимущественно несимметричные. Они захватывают пищу, отгрызают её и частично измельчают на отдельные куски. Особенности строения их формы иногда имеют таксономическое значение. Максиллы отличаются строением, характерным для грызущего типа ротового аппарата у насекомых в целом. Нижняя губа отличается развитыми 3-члениковыми щупиками. Последний членик челюстных щупиков имеет простое строение и в большинстве случаев косо срезанную вершину. Последний членик нижнегубных щупиков утолщён, отличается формой веретена, несёт сенсорную ямку на своей наружной стороне. Для представителей примитивных таксонов муравьиных львов характерными являются особо длинные членики нижнегубных щупиков и вытянутые в форме щели сенсорные ямки.
Антенны (усики) булавовидные — их членики утолщаются к вершине, образуя уплощённую булаву. Скапус толще основных члеников жгутика. Загнутый утолщённый конец делает антенну похожей по форме на хоккейную клюшку. Данный признак хорошо отличает муравьиных львов от стрекоз, имеющих короткие, почти незаметные антенны. Самцы некоторых видов (центральноазиатский род Subgulina и американский вид Chaetoleon pusillus) обладают необычными придатками на голове, не имеющими аналогов среди других насекомых, — снизу за нижней губой располагается подвесок в виде чаши, функция которого остаётся до конца неизвестной. Вероятно, он связан с функцией передачи сперматофора во время спаривания.

### Грудь
Грудь по сути состоит из двух подвижных относительно друг друга частей — переднегруди и жёстко сцепленных между собой склеритов среднегруди и заднегруди. Переднеспинка (протонум) частично прикрывает собой втяжную голову и шейные склериты. Она отличается приблизительно четырёхугольной формой с закруглёнными передними углами. Соотношение её длины к ширине часто является важным диагностическим признаком при видовой идентификации. В зависимости от соотношения сторон, соответственно выделяют продольный, поперечный, квадратный, трапециевидный протонум. Переднегрудь обычно с длинными торчащими, часто уплощёнными, белыми или чёрными щетинками. Наиболее густые и длинные из них расположены по краям переднеспинки. У представителей подсемейств Palparinae и Acanthaclisinae рисунок на переднегруди целиком скрыт под густым опушением из данных щетинок.

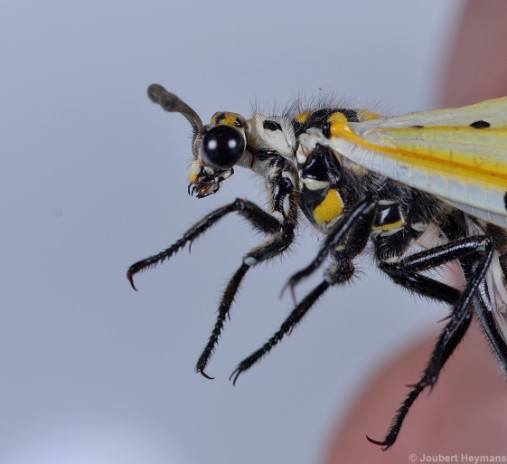
Голова и грудь Tomatares citrinus крупным планом

Окраска пронотума и разнообразные варианты рисунка на нём, состоящего из более тёмных пятен и продольных полос, обычно являются видоспецифичными. Выделяют три основных типа рисунка. Мирмелеонтинный тип рисунка (Myrmeleon, Euroleon и другие Myrmeleontinae) характеризуется произвольно расположенными бурыми полями и отсутствием развитых продольных полос. Немолеонтинный тип (Neuroleon, Creoleon и другие Nemoleontinae) отличается светлой полной или исчезающей срединной полоской, разделяющей собой две тёмные продольные полоски; на краях пронотума также обычно имеются тёмные боковые полосы. Мирмецелюрный тип рисунка (Lopezus, Mvrmecaelurus, Nohoveus и другие Myrmecaelurinae) характеризуется срединной тёмной полосой и двумя полными или неполными околобоковыми полосками, не выходящими на края пронотума.
Среднегрудь и заднегрудь несут на себе по паре крыльев. Данные отделы груди шире и развиты мощнее переднегруди. Их тергиты состоят из нескольких обособленных склеритов, разделённых хорошо выраженными швами. Развитая мощная крыловая мускулатура обуславливает более тёмную окраску склеритов средне- и заднегруди. У самцов многих представителей подсемейства Myrmeleontinae над дыхальцами заднегруди располагаются ямки феромонных метаторакальных желёз. Выделяемые ими половые феромоны распыляются из этих ямок аксиллярными пластинками — придатками задних крыльев.

### Ноги
Ноги у муравьиных львов всегда хорошо развитые. Они состоят из тазика, бедра, голени и пятичлениковой лапки. На вершине 5-го членика лапок имеются коготки. Особые тонкие и длинные сенсорные волоски — трихоботрии — располагаются по одному или по несколько штук у основания передних и средних (реже — задних) бёдер. У некоторых видов из родов Lopezus, Holzezus и Isoleon на лапках располагаются очень длинные волоски, возможно, также выполняющие сенсорную функцию. Щетинки, шипы и волоски на ногах имаго муравьиных львов располагаются в беспорядке или рядами либо же собраны в пучки. У представителей многих групп с наружной стороны передних голеней имеются на лапках длинные и густые щёточки, состоящие из коротких торчащих волосков.

### Крылья

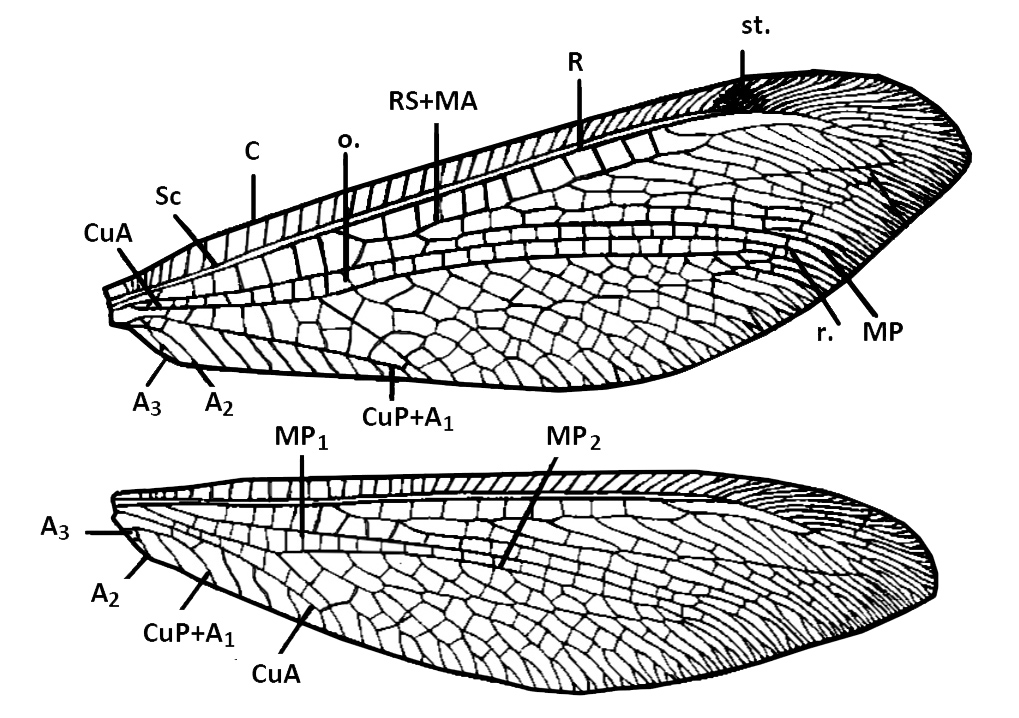
Крыло муравьиных львов.
C — костальная жилка
Sc — субкостальная жилка
R — радиальная жилка
M — медиальная жилка
A — анальная жилка
MP — медиана переднего крыла
MP1 — медиана заднего крыла
r — регма
st — крыловой глазок, птеростигма

Крыльев две пары. В состояния покоя муравьиные львы складывают их крышеобразно. Обе пары хорошо развитые, имеют относительно одинаковую длину. Крылья у муравьиных львов длинные и узкие, могут быть с заострённой или закруглённой вершиной. У разных родов и видов отмечаются различные варианты длины, ширины и формы передних и задних крыльев. У большинства видов из Палеарктики передние и задние крылья не имеют существенных отличий по своей форме, но задние крылья обычно немного короче передних. У представителей семейств, обитающих в Ориентальной и Афротропической областях, а также у общих с Палеарктикой родов (например, Creoleon) задние крылья часто являются длиннее передних.
Мембрана крыльев у муравьиных львов прозрачная. Она может быть бесцветной, желтоватой или жёлтой, нести на себе тёмные пятна либо чередующиеся светлые и тёмные участки. Жилки крыльев чёрные или светлые (часто с тёмными штрихами). Палеарктические виды муравьиных львов преимущественно обладают полностью прозрачными крыльями (Myrmeleon), которые иногда могут отличаться лимонным и желтоватым оттенками (Myrmecaelurus). У многих видов из подсемейств Nemoleontinae и Myrmecaelurini в местах ветвления, соединения продольных и поперечных жилок имеются буроватые затемнения, образующие своеобразный рисунок в виде ярких полос. У представителей рода Lopezus рисунок на крыльях образован линиями и пятнами. В целом окраска крыльев призвана выполнять защитную функцию. Наиболее интенсивно окрашенные крылья имеют самые крупные виды группы Palparini. Американский вид Maracandula apicalis отличается красно-синими крыльями, размах которых составляет не более 2 см. Ярко выраженный половой диморфизм в окраске крыльев характерен для южноамериканских представителей подсемейства Dimarinae. Например, самки Dimares elegans отличаются ярким рисунком, состоящим из округлых пятен, отсутствующих в окраске у самцов.

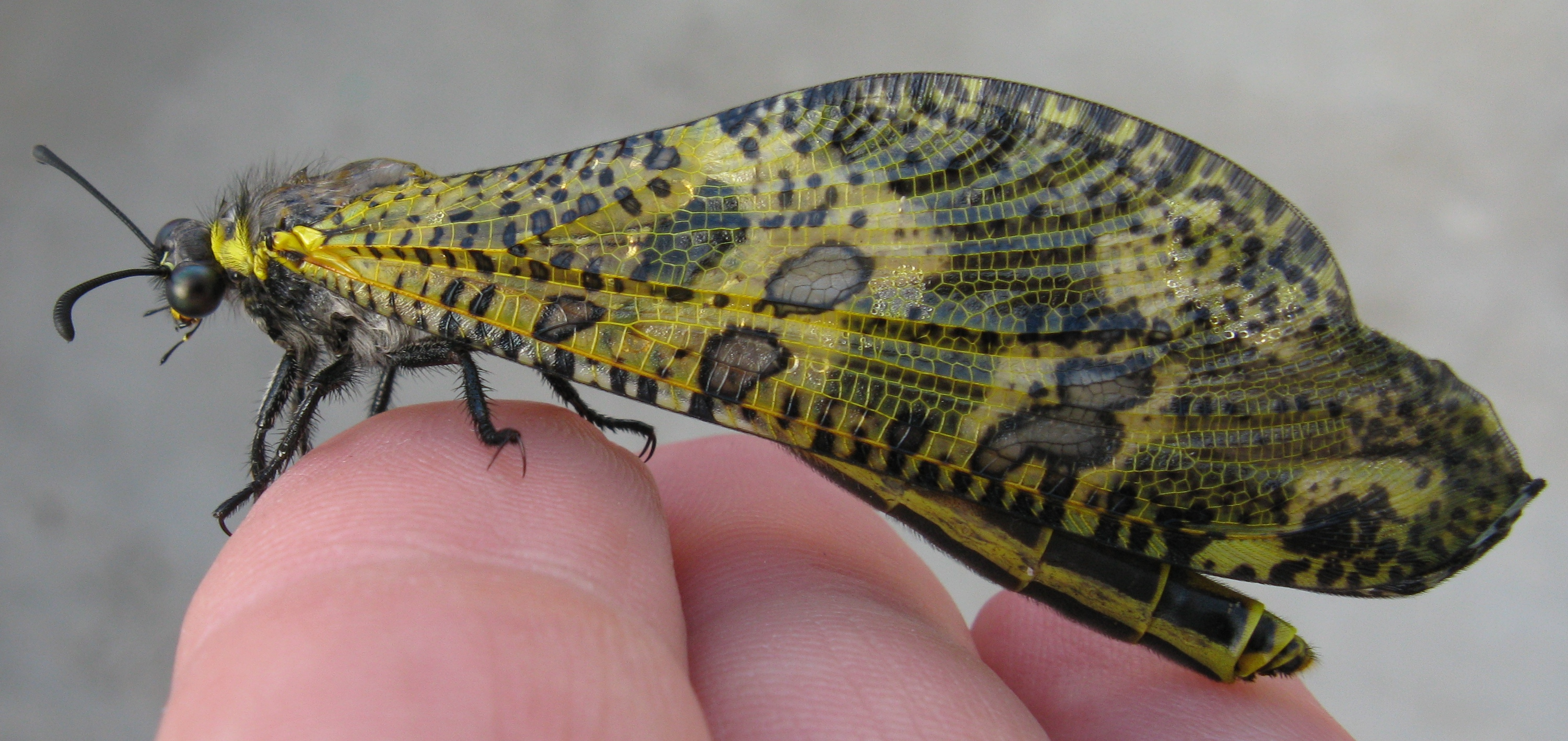
Palpares speciosus с нечасто встречающейся у муравьиных львов жёлтой окраской крыльев

Жилкование крыльев (расположение жилок по поверхности крыльев) сетчатое, характеризуется большим количеством поперечных жилок. Отличительные признаки жилкования используются в систематике, однако номенклатура жилок при описании ископаемых таксонов имеет мало общего с номенклатурой, используемой для ныне существующих форм. В палеонтологии используется номенклатура жилкования, одинаковая для передних и задних крыльев. Жилкование передней части обоих крыльев всегда характеризуется развитыми костальной и субкостальной жилками, которые соединяются между собой рядом поперечных жилок. Последние являются простыми либо ветвящимися, порой образуют продольные ровные ряды ячеек костального поля. В области изгиба крыла между жилками C и Sc имеется птеростигма (крыловой глазок), обычно имеющая вид помутнения или затемнения мембраны крыла вокруг поперечных жилок. В отличие от других сетчатокрылых, у муравьиных львов между субкостальной и радиальной жилками, сливающимися перед изгибом крыла около птеростигмы, поперечные жилки отсутствуют. Исключением является реликтовый род Pseudimares, у представителей которого в основании крыльев имеется только одна поперечная жилка между субкостальной и радиальной жилками. Слившиеся в одну жилки Sc+R, иногда раздвоенные на конце, обычно доходят до заднего края крыла. Радиальная жилка на обоих крыльях характеризуется единственной развитой продольной ветвью — радиальным сектором (RS или RS+MA на переднем крыле), который ответвляется от жилки R на основании крыла и даёт несколько собственных параллельных ветвей. Отличительным признаком семейства в жилковании крыльев является обособление внутреннего радиального (пресекторального) поля, усиленного тремя поперечными жилками на переднем крыле и хотя бы одной поперечной жилкой на заднем.
Характерной особенностью строения крыльев муравьиных львов является гофрированность их мембраны, образованная взаимным расположением продольных жилок. Она обусловлена продольными жилками и складками крыла. Существует взаимосвязь между развитием гофрированности и размерами муравьиного льва. У небольших видов крылья лишены складок и выглядят плоскими. В костальном поле передних крыльев обычно расположен один ряд клеточек, но у некоторых родов образуется два ряда. Во внутреннем радиальном поле задних крыльев имеется от одной-двух до нескольких поперечных жилок. Количество жилок во внутреннем радиальном поле на задних крыльях играет важную роль в систематике муравьиных львов. Ветви жилки Rs вместе с соединяющими их поперечными жилками образуют у многих видов на внешнем радиальном поле прямую или почти прямую линию, проходящую вдоль крыла к его вершине. Данная линия носит название передней линии Бэнкса (Банкса). Аналогичная линия — задняя линия Бэнкса (Банкса) — образуется ветвями жилки Сu на наружном кубитальном поле крыла. Линии Бэнкса являются крайне важными признаками в систематике семейства. Данные линии могут отсутствовать либо быть заметными только у особей со сложенными крыльями.
У самцов многих видов муравьиных львов имеются специальные придатки, расположенные позади задних крыльев и внешне напоминающие жужжальца мух. Они служат для распыления половых феромонов из заднегрудных желёз. Эти придатки называются аксиллярными пластинками или органами Элтрингема. Они были впервые описаны в 1926 году у самцов Euroleon nostras. Аксиллярные пластинки представляют собой несколько мелких склеритов в области сочленения крыловой пластинки с телом. Они обладают ворсинчатой структурой, благодаря чему интенсивность испарения феромонов увеличивается в сотни раз.

### Брюшко и его придатки

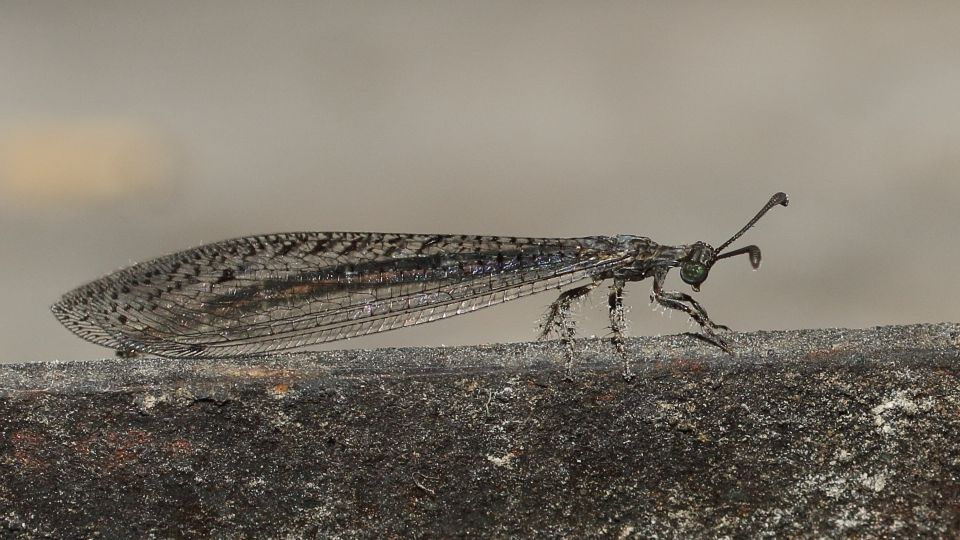
Neuroleon lepidus

Брюшко муравьиных львов имеет цилиндрическую форму. Визуальное количество тергитов и стернитов брюшка не совпадает. Данная особенность обусловлена тем, что основание брюшка сильно модифицировано и не отделено видимой границей от последних склеритов груди. Сегментарное совпадение тергитов и стернитов начинается только начиная с 3-го сегмента. Последний не изменённый под генитальные функции сегмент — 8-й у самцов и 7-й — у самок. Брюшко длинное и тонкое, у самцов иногда значительно длиннее, чем у самок. Длина его в большинстве случаев не превышает длину задних крыльев, но у самцов представителей некоторых родов (Creoleon, Aspoeckiana, Mesonemurus, Neuroleon, Macronemurus и др.) брюшко далеко выступает из-под сложенных крыльев. Удлинение брюшка происходит путём равномерного увеличения 3—6-х сегментов. У Quinemurus metamerus брюшко самцов не только длиннее, чем у самок, но ещё и характеризуется бочковидно вздутыми 3—5-ми сегментами. В ряде случаев увеличение общей длины брюшка, необходимой для спаривания (самцы Nohoveus, Aspoeckiana), происходит путём растяжения межсегментных мембран между 7-м, 8-м и генитальными сегментами.
Самцы муравьиных львов обладают особыми вырабатывающими феромоны абдоминальными железами. Они могут быть внутренними (триба Myrmeleontini) и открываться выводными протоками в межсклеритных мембранах 4—7-х или меньшего числа сегментов либо выворачиваться наружу. У других групп железы постоянно выпячиваются наружу и имеют вид особых придатков с волосяными кисточками (Myrmecaelurini) на 6-м и 7-м либо только на 7-м сегменте. Также существуют железы третьего типа, которые располагаются только внутри брюшка, а наружу выпячиваются их волосяные кисточки.
Генитальный аппарат самцов образован наружными эктопроктами — половыми придатками на конце брюшка в форме пары клещей — и внутренними гениталиями, включающими гонаркус-парамерный комплекс и гипандрий. Функцию захвата генитального аппарата самки выполняет видоизменённый в эктопрокты парный X тергит брюшка. Эктопрокт имеет форму чаши, может быть с оттянутым нижним концом или вырезкой, иногда с направленным назад отростком различной длины. Эктопрокты всегда покрыты густыми волосками и щетинками. Под ними располагается анус, половые протоки и разнообразной формы склериты внутренних гениталий. Сверху и по бокам внутренние гениталии прикрыты укороченным 9-м тергитом, а снизу — 9-м стернитом. Внутренние гениталии самцов объединены в т. н. гонаркус-парамерный комплекс, образованный функционально связанными склеритами 10-го сегмента, и только 10-й стернит представлен отдельным склеритом — гипандрием.
У самок склериты сегментов брюшка, начиная с 8-го, модифицированы для спаривания и откладывания яиц. Десятый тергит видоизменён в парные эктопрокты, между которыми залегают парные боковые гонапофизы (серповидные придатки), прикрывающие анальное (копулятивное) отверстие. Около прегенитальной пластинки внутри брюшка располагается семяприёмник, или сперматека, связанная с семяпроводящим каналом и копулятивной сумкой.

## Биология и экология имаго
Основной формой передвижения имаго муравьиных львов является полёт, помогающий им искать пищу и других представителей своих видов для размножения, расселяться и мигрировать, а также спасаться от хищников. Муравьиные львы в большинстве своём характеризуются медленным полётом. Выделяют две формы полёта, отмечаемые у различных видовых групп — зигзагообразный и прямой, обусловленные разными механизмами взмахов передней и задней парами крыльев. По участию крыльев и их мускулатуры в процессе полёта муравьиных львов можно разделить на две группы: бимоторные и переднемоторные. Бимоторность означает в одинаковой степени развитие обеих пар крыльев и их мышц. Переднемоторность представляет собой объединение и содружественность в движениях передних и задних крыльев. В ходе такого объединения возникает функциональная двукрылость, когда обе пары крыльев функционируют как одна. При этом во время полёта основная нагрузка приходится на переднюю пару крыльев. У бимоторных муравьиных львов взмахи передними и задними крыльями находятся в противофазе. У переднемоторных муравьиных львов имеет место незначительное запаздывание взмахов задними крыльями. У бимоторных муравьиных львов пресекторальные поля одинаково развиты на обоих крыльях, а у переднемоторных — они более длинные и отличаются большим количеством поперечных жилок на передних крыльях, чем на задних крыльях.
Время суточной активности имаго муравьиных львов разнообразно, но в большинстве случаев представители семейства являются сумеречными и ночными насекомыми. В умеренных широтах начало суточной активности начинается в светлой части сумерек, в аридном климате — в период полной темноты. В большой степени время активности находится в зависимости от температуры окружающей среды и природных зон обитания конкретных видов. Так, у Creoleon plumbeus в лесостепной и степной зонах пик активности приходится на дневное время, в полупустынях — на сумерки и первую половину ночи, а в пустынях — на тёмную часть ночи. Некоторые виды, например Palpares libelluloides, Macronemurus bilineatus и Myrmecaelurus trigrammus, бывают активными также и в дневное время суток, а активность Aspoeckiana caudata, обитающего в песчаных пустынях Средней Азии, отмечена со второй половины дня. В то же время отдельные виды, например муравьиный лев линейчатый, отличаются практически исключительно дневной активностью. Спаривание и предшествующее ему, порой массовое, брачное роение у муравьиных львов происходит преимущественно в сумерках, в предвечерние и вечерние часы (в первой половине ночи). В покое имаго держатся на травянистой и злаковой растительности, небольших веточках кустарников или деревьев. Садясь на стебли и ветки, многие муравьиные львы прижимают к ним своё телом с усиками и складывают крылья вдоль них, чтобы стать менее заметными. При вспугивании в состоянии покоя муравьиные львы обычно проявляют лётную активность и отлетают на некоторое, порой значительное, расстояние.
Ранее большинством исследователей считалось, что взрослые муравьиные львы являются афагами (не питаются вовсе и живут за счёт запасов питательных веществ, накопленных на стадии личинки) либо же палинофагами (питаются пыльцой растений). По современным же научным взглядам, они являются активными хищниками, охотящимися в полёте на других летающих насекомых. Теория о питании взрослых муравьиных львов пыльцой возникла из-за того, что в пищеварительной системе ряда видов обнаруживалась пыльца растений, которая попадала туда вместе со съеденными антофильными насекомыми. Также среди муравьиных львов распространены случаи каннибализма.
Огромную роль в коммуникации самцов и самок взрослых муравьиных львов играют феромоны. У самцов отдельных видов они обладают запахами кондитерских изделий: у Myrmecaelurus trigrammus — запахом ванильного печенья, Myrmecaelurus atrox — абрикосовых косточек, Myrmecaelurus paghmanus — приторным ароматом миндальных пирожных. Самцы обитающего в Каракумах Acanthaclisis pallida обладают резким запахом розового масла. Самцы указанных видов имеют специальные волосяные кисточки на феромонных железах, помогающие более интенсивно испаряться их секретам. Самцы видов без кисточек (роды Myrmeleon, Euroleon) обладают аксиллярными пластинками, при помощи которых распыляют феромоны в воздухе. Для этого самцы раскрывают крылья и вибрируют аксиллярными пластинками, периодически прижимая их к выводным протокам желёз. Наиболее развиты данные пластинки у видов, обитающих в аридных или близких к ним природных условиях. Эти феромоны обычно не чувствительны для обоняния человека.

## Преимагинальные стадии

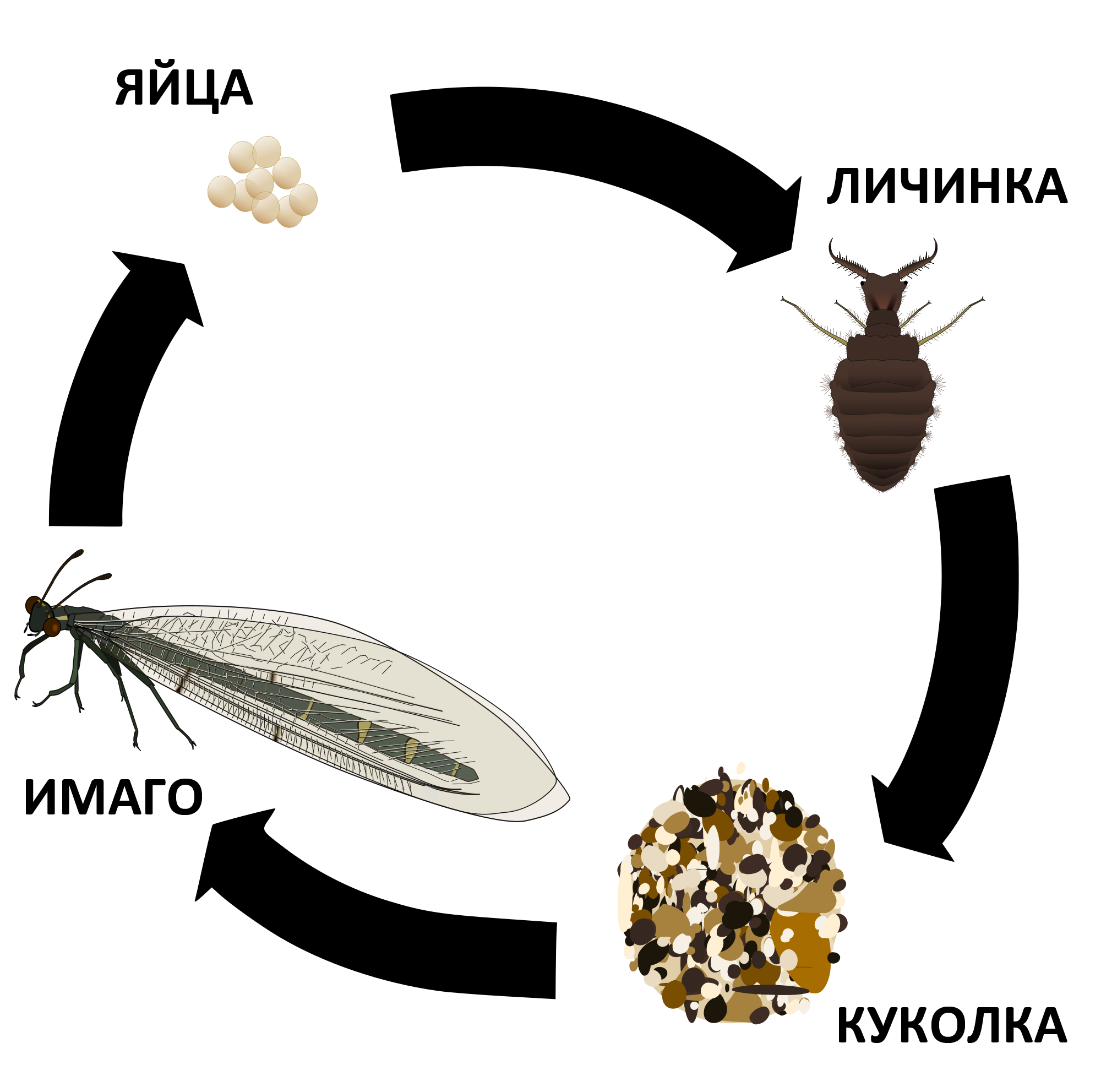
Схема жизненного цикла муравьиных львов

Муравьиные львы относятся к насекомым с полным превращением, или голометаморфозом. Их жизненный цикл включает четыре фазы: яйцо, личинка, куколка и взрослое насекомое (имаго). Развитие у различных видов длится 1—3 года.

### Яйца
Яйца откладываются оплодотворёнными самками после спаривания. Они описаны как минимум лишь[прояснить] у 7 видов муравьиных львов. Обычно яйца крупного размера, длиной больше 1 мм. Форма — овально-грушевидная либо овальная, с двумя микропиле — по одному на каждом полюсе. Их окраска — светлая. У известных видов яйца откладываются самкой в верхний слой преимущественно рыхлого либо песчаного грунта. Со временем их оболочка покрывается песчинками. Время развития яиц зависит от климатических условий и погодных факторов, длится обычно около 3 недель, после чего из них выходят личинки.

### Личинки
Тело личинки разделено на три отдела: голову, грудь и брюшко, покрытые волосками и щетинками. Окраска преимущественно покровительственная под цвет песка. Помимо этого личинки часто покрыты прилипшими между волосками песчинками, обеспечивающими дополнительный маскирующий эффект. Специфический образ жизни личинок, являющихся подстерегающими хищниками, которые охотятся из засады, определил развитие у них целого ряда морфологических и функциональных приспособительных изменений в процессе эволюции семейства.

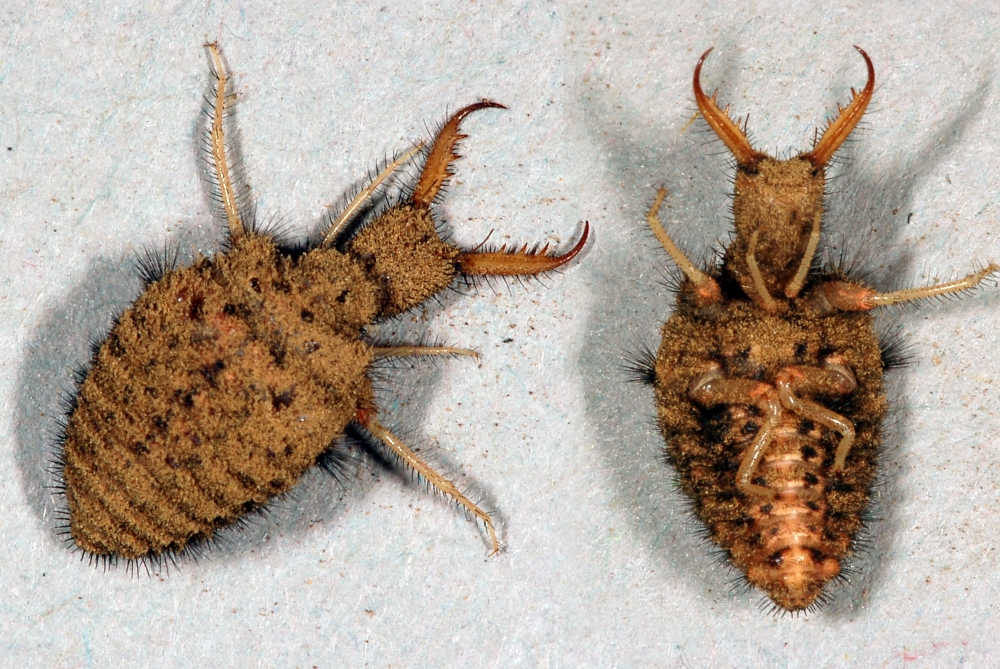
Личинка Euroleon nostras с двух сторон

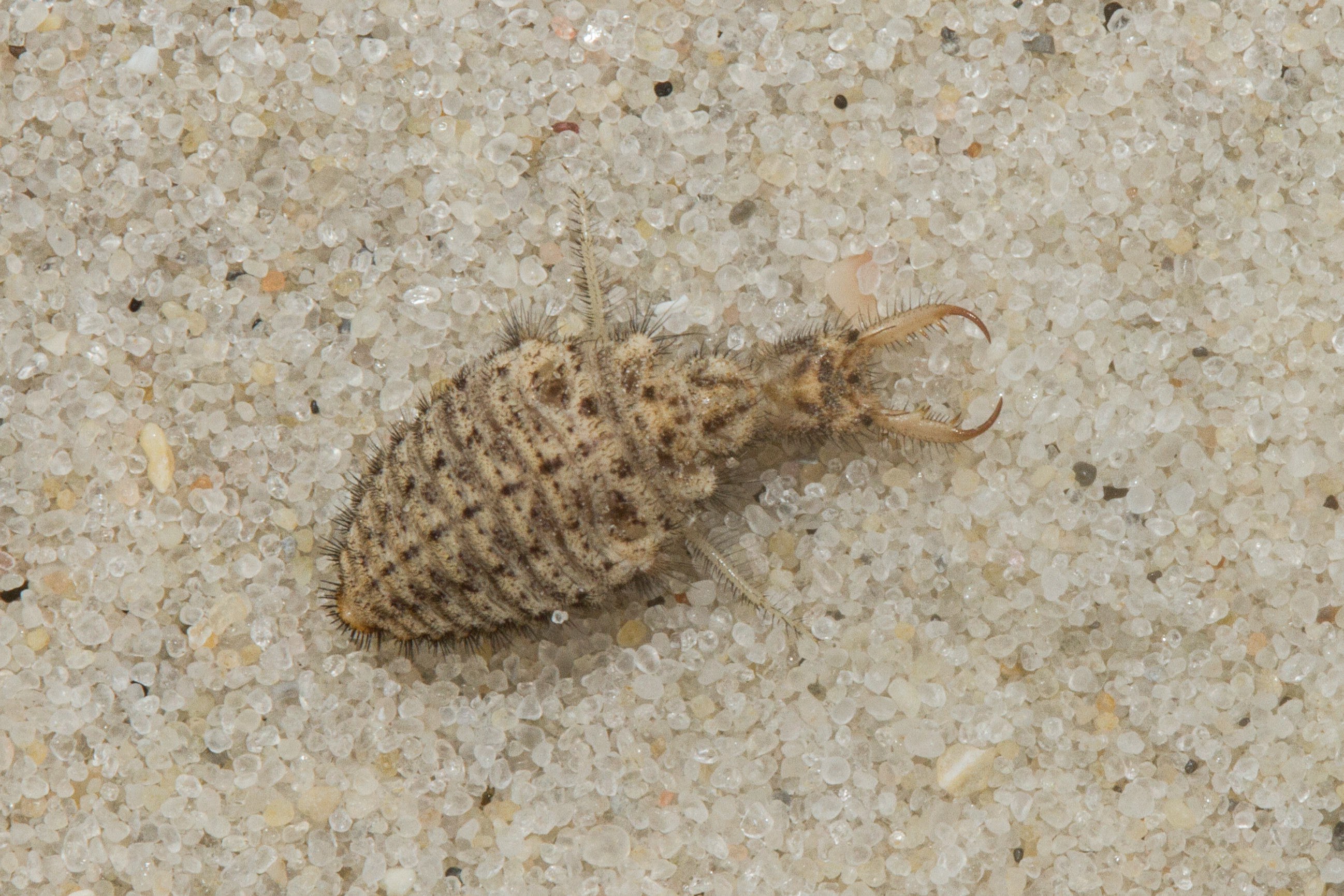
Личинка обыкновенного муравьиного льва, демонстрирующая покровительственную окраску под цвет песка

Голова личинок сплюснутая, прогнатического типа — с ротовыми органами, обращёнными вперёд. Обычно голова с бурым рисунком, покрыта короткими щетинками и толстыми хетами, образующими ровные ряды на наличнике и основании мандибул. Ротовое отверстие уменьшено до узкой щели (аутапоморфия). Сложная челюсть образована длинной и изогнутой внутрь плоской мандибулой с каналом на нижней стороне и длинным тонким склеритом максиллы, прикрывающим этот канал. Удлинённые мандибулы и лацинии складываются вместе, образуя канал (аутапоморфия) по которому личинка способна вводить в тело пойманной добычи пищеварительные соки, а потом всасывать переваренное содержимое. У живых личинок мандибулы и максиллы всегда сложены. Мандибулы длиннее головы и несут на себе от 1 до 3 зубцов, направленных внутрь и вперёд. Длина, характер изгиба и расстояние между зубцами являются важными систематическими признаками. Усики у личинок короткие, тонкие и нитевидные. Их длина составляет четверть или половину длины мандибул. Губные щупики короткие, образованы 3—4 члениками, базальный из который часто является очень крупным, уплощённым и прижатым. На голове у личинки расположено по 6—7 простых глазков с каждой стороны. Между ними находятся короткие и редкие щетинки.
Грудь личинки состоит из трёх сегментов, каждый последующий из которых шире предыдущего. Дыхальца и их отверстия на переднегруди выпуклые, имеют форму боба. Среднегрудь и заднегрудь по краям тергитов с мощными пучками длинных волосков, направленных вперёд. Ноги у личинок короткие. Они состоят из бедра, голени и лапки с коготками. Шпоры на голенях отсутствуют. Задние конечности более короткие и мощные, их голени в 2 раза толще, чем на передних и средних ногах. Задняя пара ног служит для копания. Лапки на передних и средних ногах 2-члениковые, на задних ногах — 1-члениковые. Окраска ног однотонная, преимущественно светлая.
Брюшко личинки каплевидное и толстое. У некоторых видов имеются развитые брюшные выросты. Брюшко образовано 9-ю сегментами. Анальный стернит покрыт сверху короткими волосками и различными видоизменёнными щетинками. У вершины брюшка располагается изогнутый длинный ряд из 14 модифицированных щетинок. Второй ряд образован двумя парами модифицированных щетинок. У личинок из подсемейства Myrmecaelurinae также имеется пара гребней, каждый из которых сформирован 4—5 слитыми между собой копательными лопатковидными щетинками.
Средняя и задняя кишка у личинок не сообщаются друг с другом, и непереваренные остатки пищи накапливаются на протяжении всего периода развития и выводятся только у имаго. Концы мальпигиевых сосудов у личинок залегают под перитонеальной мембраной кишечника (криптонефридий), и лишь два мальпигиевых сосуда свободно расположены в полости тела. В мембранозной складке между тергитом и стернитом у личинок имеется телескопическая трубка, выполняющая шелковыделительную функцию и являющаяся характерной для предкуколок практически всех видов муравьиных львов.
Во время своего развития личинка проходит три стадии, называемые «возрастами». Каждый из них заканчивается линькой, после которой начинается следующий «возраст». Тело личинки становится всё крупнее после каждой линьки. В конце третьего возраста личинка линяет в последний раз и происходит её окукливание. Личиночная стадия длится от 2—3 недель до нескольких месяцев.

#### Биология и экология личинок

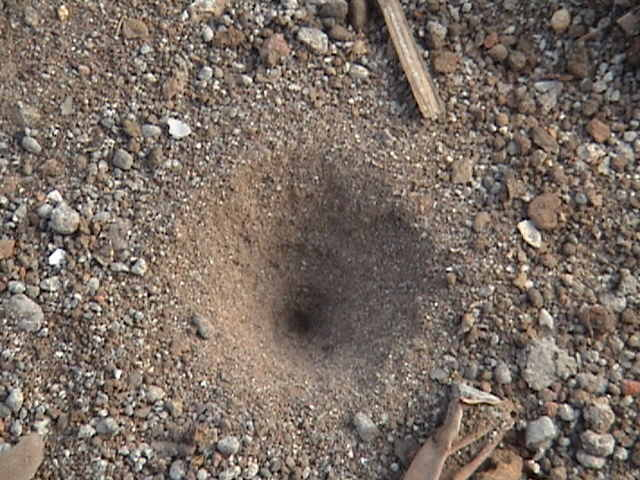
Ловчая воронка личинки муравьиного льва

Все известные личинки муравьиных львов являются неспециализированными хищниками. Они способны нападать на добычу, даже превосходящую их по своим размерам. Отсутствие пищевой специализации выражается также в широко распространённом среди личинок каннибализме, особенно часто проявляющимся при их высокой численности на малой ограниченной территории. Пищеварение у личинок, как и всех сетчатокрылых, наружное. Пищеварительный секрет впрыскивается в тело пойманной добычи по каналу, образованному желобком мандибул и прилегающей к нему внутренней жевательной лопастью нижних челюстей. По этому же каналу всасывается разжиженное пищеварительными соками внутреннее содержимое пойманной добычи. Непереваренные остатки пищи не выводятся наружу, а накапливаются в течение всего периода развития личинки, что обеспечивается наличием непроницаемой перегородки между средней и задней кишкой. При метаморфозе в имаго происходит соединение этих отделов кишки, и накопленные ранее экскременты выбрасываются наружу в виде так называемого мекония.
Личинки муравьиных львов наиболее известны своей способностью устраивать воронкообразные ловчие ловушки. Однако, лишь некоторая часть видов сооружает их. У одних родов личинки просто живут в песке или рыхлом грунте. Они сидят в этом субстрате, выставив на поверхность только свои челюсти, и подстерегают потенциальную добычу, как хищник-засадник (например, Distoleon, Neuroleon и др.), либо в других случаях преследуют и охотятся там же на различных мелких беспозвоночных (например, род Acanthaclisis, американский Brachynemurus nebulosus).
У многих же видов (например, Myrmeleon formicarius, Myrmeleon formicalynx, Palpares libelluloides) личинки сооружают в грунте коническую ямку — ловчую воронку, сидя на дне которой, они охотятся на различных насекомых, пауков и многоножек. Личинки сооружают воронки, двигаясь от периферии к центру по спирали. При этом личинка движется задом вперёд, преимущественно по часовой стрелке, по поверхности песка, оставляя за собой круглую борозду. Немного зарывшись в песок, личинка набирает его на своё тело и ритмическими движениями головы сбрасывает его за линию круга. Затем личинка делает второй, третий и т. д. круги, каждый раз всё меньшего и меньшего диаметра. Данные круговые движения длятся до тех пор, пока в центре круга не образовывается ямка в форме правильной воронки. Таким образом, двигаясь сужающимися кругами, личинки последовательно приводят к локальным обвалам склона воронки на каждом участке по пути своего движения. Осыпающийся песок перемешивается и стратифицируется, самостоятельно сортируясь при этом по размеру частиц. Впоследствии личинке остаётся выбирать слишком крупные песчинки и выбрасывать их за пределы воронки.
Выкопав воронку, глубина которой может достигать 5 см, а диаметр 7—10 см, личинка зарывается в субстрат в её центре, выставляя на поверхность только свои челюсти, и поджидает добычу. Различные насекомые, чаще всего муравьи, а также пауки и другие членистоногие, ступив на край воронки, скатываются вместе с осыпающимся песком вниз, где попадают в челюсти личинки. С точки зрения физики склон ловчей воронки сформирован под углом, близким к углу схода, благодаря чему малейшее возмущение на его поверхности вызывает осыпание склона. Это возмущение и вызывает потенциальная добыча, когда попадает на склон ловчей воронки. Однако экспериментально доказано, что вероятность попадания в воронку-ловушку сильно варьирует среди различных видов насекомых и существует нелинейная зависимость между вероятностью скатиться вниз и массой потенциальной добычи. Совсем лёгкие беспозвоночные животные едва продавливают песчаный грунт, чего недостаточно для осыпания склона. Тяжёлая же добыча глубоко погружается в песок, из-за чего даже в случае обвалов она не скатывается в центр воронки, а удерживается собственными следами. Только добыча средней массы практически гарантированно скатывается вниз: её массы достаточно, чтобы вызвать обвал, но она оставляет недостаточно глубокие следы, чтобы уцепиться за них.
Если насекомое сильное и энергично пытается выбраться из воронки, личинка швыряет в него песчинками субстрата, выбрасывая их резкими движениями головы (аналогичным способом она удаляет песок, засыпающийся в воронку). Шквал песчинок нередко сбивает жертву с ног, после чего та скатывается на дно ловушки. Личинка вонзает в добычу свои челюсти и впрыскивает пищеварительные соки, после чего высасывает растворившееся содержимое тела, а затем движением головы выбрасывает из воронки пустой хитиновый экзоскелет жертвы. Строительство и использование ловчих воронок является более выгодной и прогрессивной пищевой стратегией по сравнению с простым подстереганием добычи в засаде или с активной формой охоты. В экспериментах с личинками Euroleon nostras было выяснено, что без ловчей воронки личинке приходится тратить в 10 раз больше времени на поимку одного муравья, чем личинке c построенной воронкой.

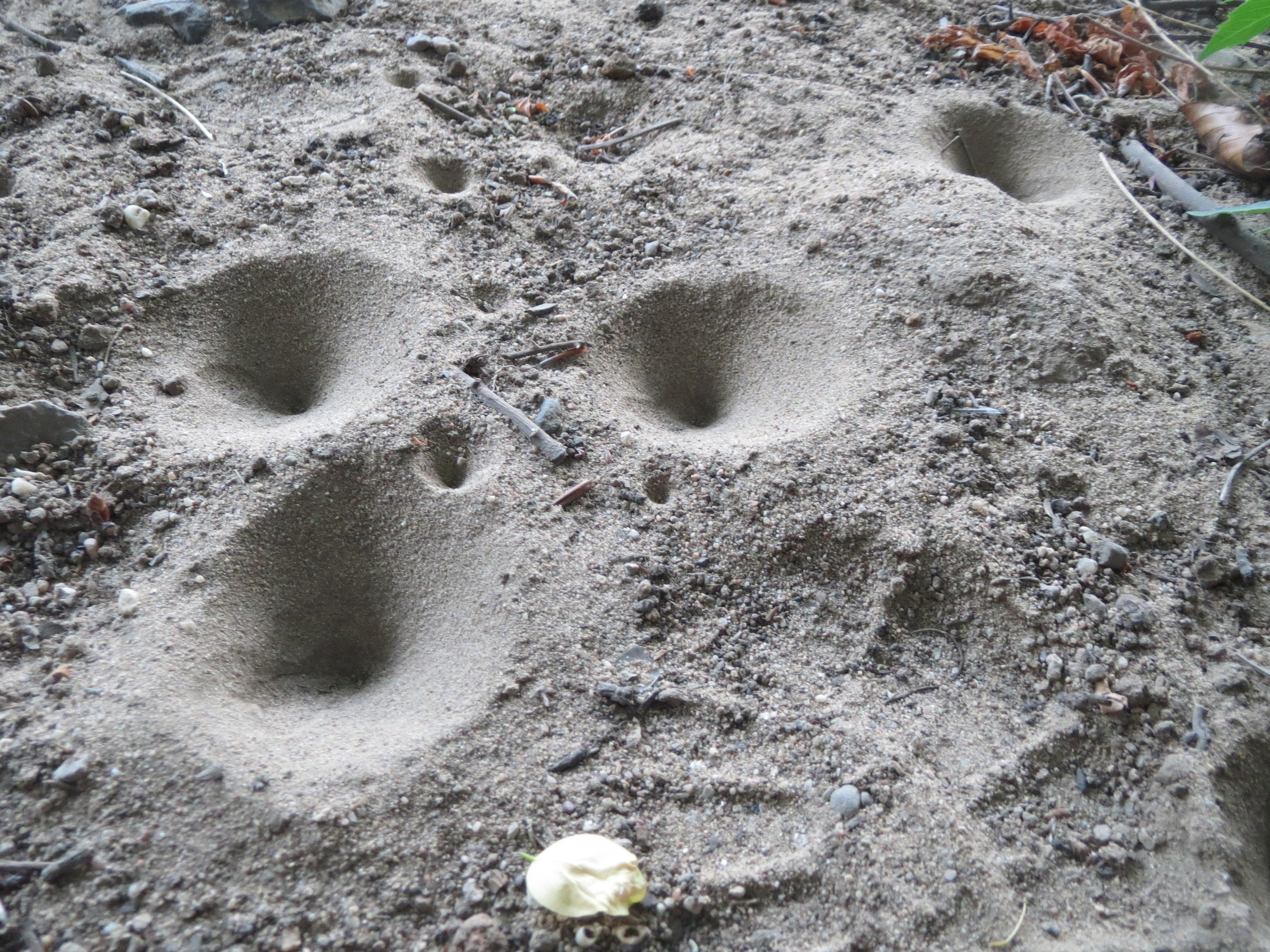
Плотность заселения личинок в местах их обитания обычно не превышает 5 особей на м^{2}

Обычно в местах обитания личинок плотность их заселения составляет не более 2—5 особей на м². У ряда видов, как то Myrmeleon immanis, Myrmeleon inconspicuus, личинки обычно живут группами, каждая из которых сооружает отдельную ловчую воронку. Однако в ряде случаев плотность заселения пригодного участка обитания личинками может увеличиваться в десятки раз. Например, в Оклахоме (США) имеются особые территории (англ. ant lion zones) около подножий скальных массивов, заселяемые смешанными популяциями двух видов муравьиных львов — Myrmeleon immaculatus и Myrmeleon crudelis. Постоянная плотность ловчих воронок на данных участках составляет более 50 штук на 1 м². В разных частях Палеарктики также встречаются аналогичные смешанные популяции. Например, на причерноморских песчаных участках совместно могут обитать личинки Myrmeleon inconspicuus, Myrmeleon immanis и Euroleon nostras, а на песчаных дюнах — Myrmeleon bore и Myrmeleon formicarius, к которым иногда добавляется Euroleon nostras.
У ряда муравьиных львов, например, представителей рода Dendroleon, таких как древесный лев пантеровидный, личинки обитают в дуплах или под корой деревьев, где также охотятся на насекомых и других членистоногих.
Существуют виды, чьи личинки являются обитателями пещер, нор грызунов и расщелин скал. Обитание личинок в норах грызунов известно у пустынных видов (Myrmeleon semigriseus, Acanthaclisis pallida, Eremoleon nigribasis, Millerleon bellulus) и обусловлено поиском укрытий с оптимальным температурным режимом. Личинки североамериканских представителей рода Glenurus встречаются в норах черепахи-гофера. Взрослые насекомые и личинки Dendroleon vitripennis обитают в глубокой известняковой пещере Бату в Малайзии. Другие виды муравьиных львов встречаются в неглубоких пещерах в Северной Америке, Африке и на Ближнем Востоке.
В целом личиночная стадия муравьиных львов характеризуется высокой специализацией, которая выражена в их способности передвигаться задом наперёд, строить ловчие воронки, выжидать в них добычу и бросаться в неё песчинками, различными способами удалять посторонние предметы из ловушки, восстанавливать воронку, либо хватать и преследовать добычу.

### Куколка

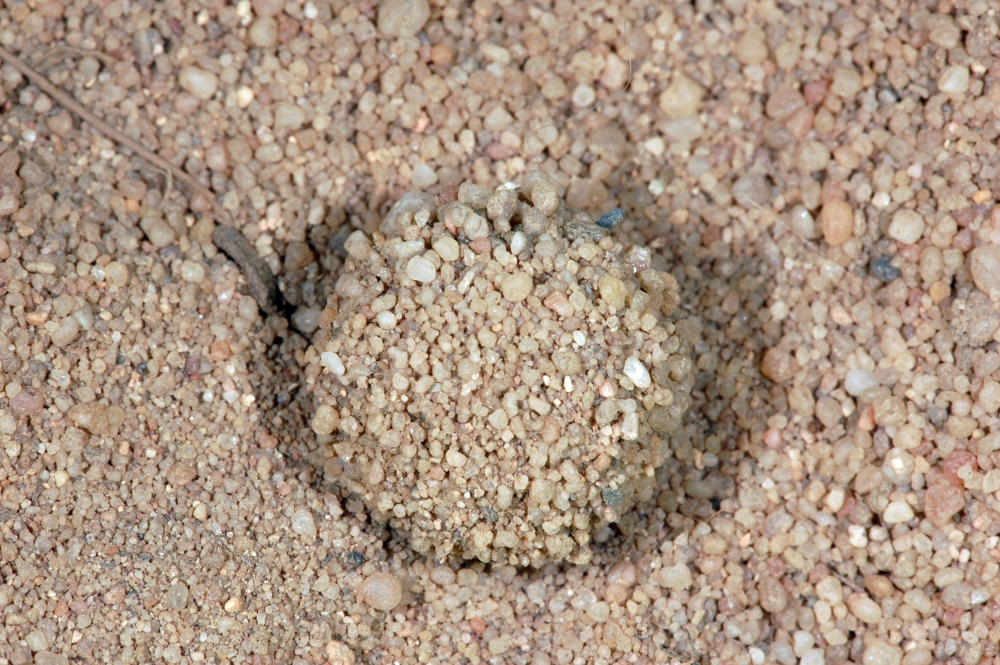
Кокон Euroleon nostras, как и у большинства видов, имеет шарообразную форму и покрыт прилипшими песчинками

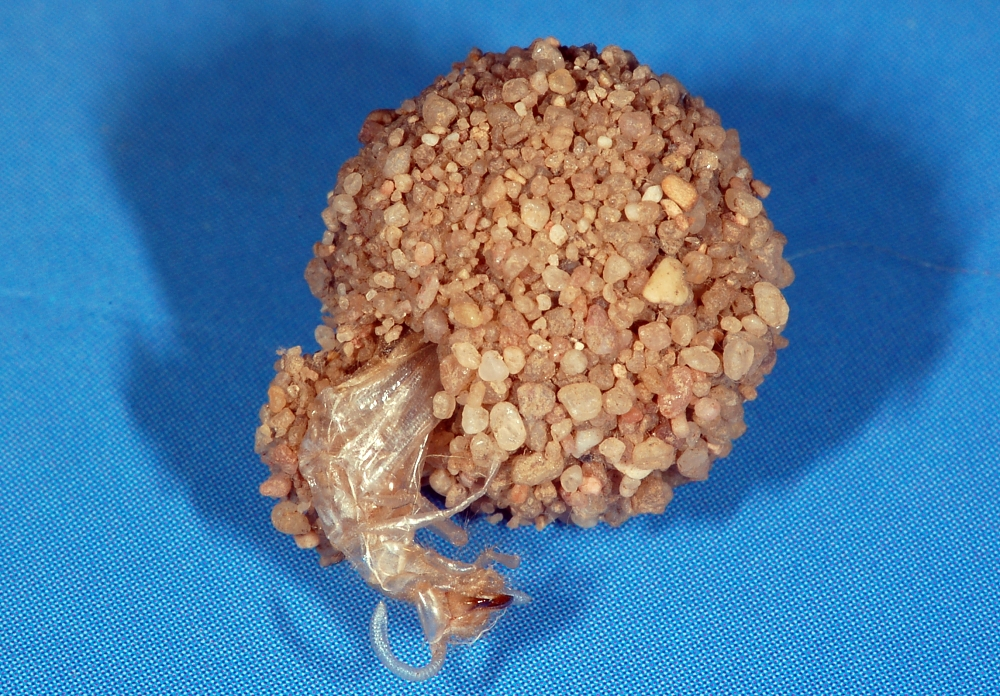
Кокон после выхода взрослого муравьиного льва с оставшимся экзувием

Достигнув конца своего развития, личинка сооружает в почвенном субстрате шаровидный кокон из шелковистых нитей и превращается в нём сначала в куколку, а спустя примерно месяц — во взрослое насекомое. Перед окукливанием у личинок изменяется форма тела и они трансформируются в предкуколку (пронимфу), характеризующуюся подогнутым брюшком. У некоторых видов происходит выдвижение мембраны последнего сегмента брюшка, благодаря чему формируется паутиноотделительная трубочка, при помощи секрета которой личинка сооружает внутреннюю оболочку кокона.
У большинства видов кокон сооружается личинкой внутри сыпучих субстратов. Он имеет шарообразную форму и «цементируется» песчинками, которые прилипают к липким шелковичным нитям. Обитающих в дуплах деревьев личинки (например, Navasoleon boliviano) сооружают плоские коконы, которые прикрепляют подобно гамаку к потолку дупла. Линька предкуколки на куколку происходит внутри кокона. Личиночная шкурка при этом остаётся в коконе.
Куколка у муравьиных львов относится к куколкам свободного типа. Она светлая и прозрачная. Внешне куколка напоминает имаго с нерасправленными крыльями и зачаточными усиками и шпорами. Сроки развития нимфы и куколки в коконе являются видоспецифичными и составляют от 16 до 61 дня. Перед выходом взрослого насекомого у куколки темнеют глаза, а окраска, сформированные склериты и другие структуры взрослого насекомого начинают просвечиваться через её покровы. Выход насекомого из кокона осуществляется через отверстие — округлое или рваное, либо с откидной крышечкой. Обычно экзувий куколки остаётся в выходном отверстии.
После выхода взрослый муравьиный лев сразу сбрасывает овальный и длинный (до 15 мм), быстро затвердевающий меконий, который содержит накопленные экскременты личинки, а также метаболиты метаморфозов в куколку и затем в имаго. В первые 5—15 минут после выхода из кокона насекомое расправляет свои крылья под действием гидростатического давления гемолимфы. Расправленные крылья постепенно отвердевают. Окончательную окраску взрослый муравьиный лев приобретает спустя 1—3 часа после своего выхода из куколки. Имаго является половозрелой формой, способной к размножению. Основная функция данной стадии жизненного цикла — размножение и расселение.

## Взаимоотношения с другими организмами
В настоящее время среди микроорганизмов существуют возбудители грибковых заболеваний у муравьиных львов — известны случаи инфицирования личинок (например, Myrmeleon timidus) неспецифичным энтомопатогенным грибом Bauveria bassiana, который присутствует в различных почвах по всему миру. Заражение происходит через кутикулу (зависит от влажности окружающей почвы) и в большинстве случаев приводит к гибели насекомого.
Паразитизм на муравьиных львах является весьма редким явлением в природе. Существуют организмы, развивающиеся за счёт муравьиных львов, но не являющиеся истинными паразитами, так как в результате их жизнедеятельности организм-хозяин погибает в любом случае. Принятое в науке название представителей группы, обладающей описанной формой биологических взаимоотношений, — паразитоиды. Все немногочисленные паразитоиды муравьиных львов известны только для стадий личинки и куколки. Среди перепончатокрылых специфические паразитоиды известны среди хальцид. Некоторые из них обладают рядом отличительных морфологических приспособлений и особенностей поведения, предназначенных для того, чтобы заразить вид хозяина и одновременного избежать вероятность стать его добычей. Например, самки Lasiochalcidia pubescens отличаются очень прочной кутикулой покровов тела и провоцируя нападение личинки муравьиного льва, оказываются невредимыми будучи зажатыми между её мандибулами. При попытках перехватить «жертву» личинка совершает подбрасывающие движения головой и в итоге сама направляет жало самки хальциды в нужное для парализации место. Личинки, заражённые данным видом хальцид становятся неподвижными и не сооружают ловчих воронок. Личинки, поражённые другим видом хальцид — Hybothorax graffi, остаются подвижными, продолжают сооружать воронки и питаться.
Среди двукрылых специализированными паразитоидами личинок муравьиных львов являются представители семейства жужжал (Bombyliidae). Так вид Villa myrmeleonostena, паразитирует на муравьином льве Myrmeleon bore, а Micomitra stupida паразитирует на личинках муравьиных львов из родов Euroleon и Myrmeleon.
Среди гусениц Microfrenata отмечен паразитизм на личинках европейского муравьиного льва.
Известны случаи поедания хищными личинками мух семейства Therevidae личинок муравьиных львов.
Интересным примером взаимоотношений с другими животными являются слепни Myioscaptia muscula из Австралии, чьи личинки развиваются в ловчих воронках личинок муравьиных львов и питаются пойманными ими насекомыми.
На песчаных горных склонах Тайханшань в Китае известно совместное обитание на одной территории личинок муравьиного льва Euroleon coreanus и личинок мух Vermiophis taihangensis из семейства Вермилеонид, которые также сооружают в рыхлых субстратах и песке у основания стволов деревьев или скал ловчие воронки.

## Генетика
Муравьиные львы характеризуются системой половых хромосом XX/XY, характерной для всего отряда сетчатокрылых (самцы гетерогаметны, как у млекопитающих), и дистанционным спариванием половых хромосом в MI сперматоцитного мейоза. Общий предок муравьиных львов и аскалафов обладал теломерным мотивом (TTAGG)n, который был унаследован базальными таксонами подсемейств Palparinae и Acanthaclisinae, но был утерян у эволюционно продвинутых подсемейств Nemoleontinae, Myrmecaelurinae и Myrmeleontinae.
Диплоидный хромосомный набор у представителей семейства варьирует в широких пределах 2n = 14—26 (14, 16, 18, 22, 24 и 26). Большинство муравьиных львов (из 37 исследованных видов 21 рода) имеют набор 2n = 14 и 16, и только в подсемействе Palparinae отмечены самые высокие показатели, равные 2n = 22, 24 и 26.

## Количество видов и распространение
В мировой фауне по различным оценкам описано от 1800 до 2000 видов муравьиных львов, которые распространены преимущественно в тропических и субтропических регионах. По мере продвижения на север в северном полушарии и на юг в южном полушарии количество видов заметно уменьшается. Дальше других видов на север в своём ареале заходят представители родов Myrmeleon и Acanthaclisis. В целом представители семейства являются преимущественно обитателями открытых, часто аридных (сухих), пространств с разреженной растительностью — песчаных равнин, приморских песков, аридных редколесий, низкотравных полусаванн, степей, полупустынь и особенно пустынь. Также могут населять открытые лесные поляны, покрытые кустарником песчаные дюны, берега рек и обочины дорог, карьеры.
По зоогеографических районам видовое распределение представителей семейства неравномерное. Наибольшее видовое разнообразие отмечается в восточном Средиземноморье, Азии, на юге Африки, в Австралии и юге США. В Неарктике известно более 100 видов (около 19 родов), Неотропике — около 130 (более 28 родов), Афротропике — около 280 (более 47 родов), на Ближнем Востоке (Аравийский полуостров, Ирак, Иран) — около 130 (более 27 родов), в Юго-Восточной Азии — около 170 (более 42 родов), Австралазии и Океании — около 200 (более 55 родов), в Западная Палеарктике — около 150 (более 32 родов), Восточной Палеарктике — около 80 (более 14 родов).
Многие виды являются эндемиками: например, Galapagoleon darwini (Галапагосские острова), Madrastra handlirschi (Филиппины), Graonus mesopotamiae (Ирак), Afghanoleon flavomaculutus (Афганистан) и др.
На территории России известно обитание 34 видов муравьиных львов, в пределах бывшего СССР — более 100 видов. На территории России встречаются представители 19 родов: Palpares, Dendroleon, Paraglenurus, Megistopus, Deutoleon, Distoleon, Neuroleon, Macronemurus, Mesonemurus, Creoleon, Myrmeleon, Euroleon, Aspoeckiana, Lapezus, Myrmecaelurus, Cueta, Mongoleon, Acanthiclisis, Synclisis.

## Охрана
Целый ряд факторов может негативно влиять на численность популяций муравьиных львов, вызывать их угнетение и исчезновение. Численность некоторых видов муравьиных львов в результате хозяйственной деятельности человека в значительной мере сократилась, а некоторые из них стали редкими и требуют охраны. Основные причины сокращения численности — сокращение и загрязнение естественных мест обитания, освоение песчаных участков, дюн и пляжей, их зарастание, вытаптывание. На личинок большое негативное влияние оказывает уплотнение почвенного субстрата в местах их обитания и изменение состава почв. В первую очередь в группе риска находятся виды, обитающие на ограниченной территории.
Например, 20 видов внесены в российские региональные Красные книги (Ленинградской, Московской, Смоленской, Саратовской, Ярославской областей, Санкт-Петербурга, Татарстана, Карелии, Краснодарского края и другие). В Красные книги Ленинградской и Ярославской областей и Красную книгу Санкт-Петербурга включён муравьиный лев обыкновенный (Myrmeleon formicarius). В Красную книгу Смоленской области включён муравьиный лев европейский (Myrmeleon europeus). В Красную книгу Саратовской области включён муравьиный лев большой (Acanthaclisis occitanica). В Красную книгу Краснодарского края включены три вида: древесный лев пантеровидный (Dendroleon pantherinus), шпорник бэтийский (Synclisis baetica) и Acanthaclisis occitanica.
В Красную книгу Республики Крым включены Neuroleon microstenus, Synclisis baetica и Acanthaclisis occitanica. В Красную книгу Украины включён вид Acanthaclisis occitanica.

## Классификация
Большинство родов и видов муравьиных львов принято группировать в подсемейства. Тем не менее имеются несколько родов (в основном ископаемых), которые не были причислены ни к одному подсемейству ввиду неопределённости их таксономической позиции или же в свете определения их как базальных представителей семейства. Классификация ископаемых муравьиных львов как отдельного семейства Palaeoleontidae в последнее время не применяется рядом исследователей.

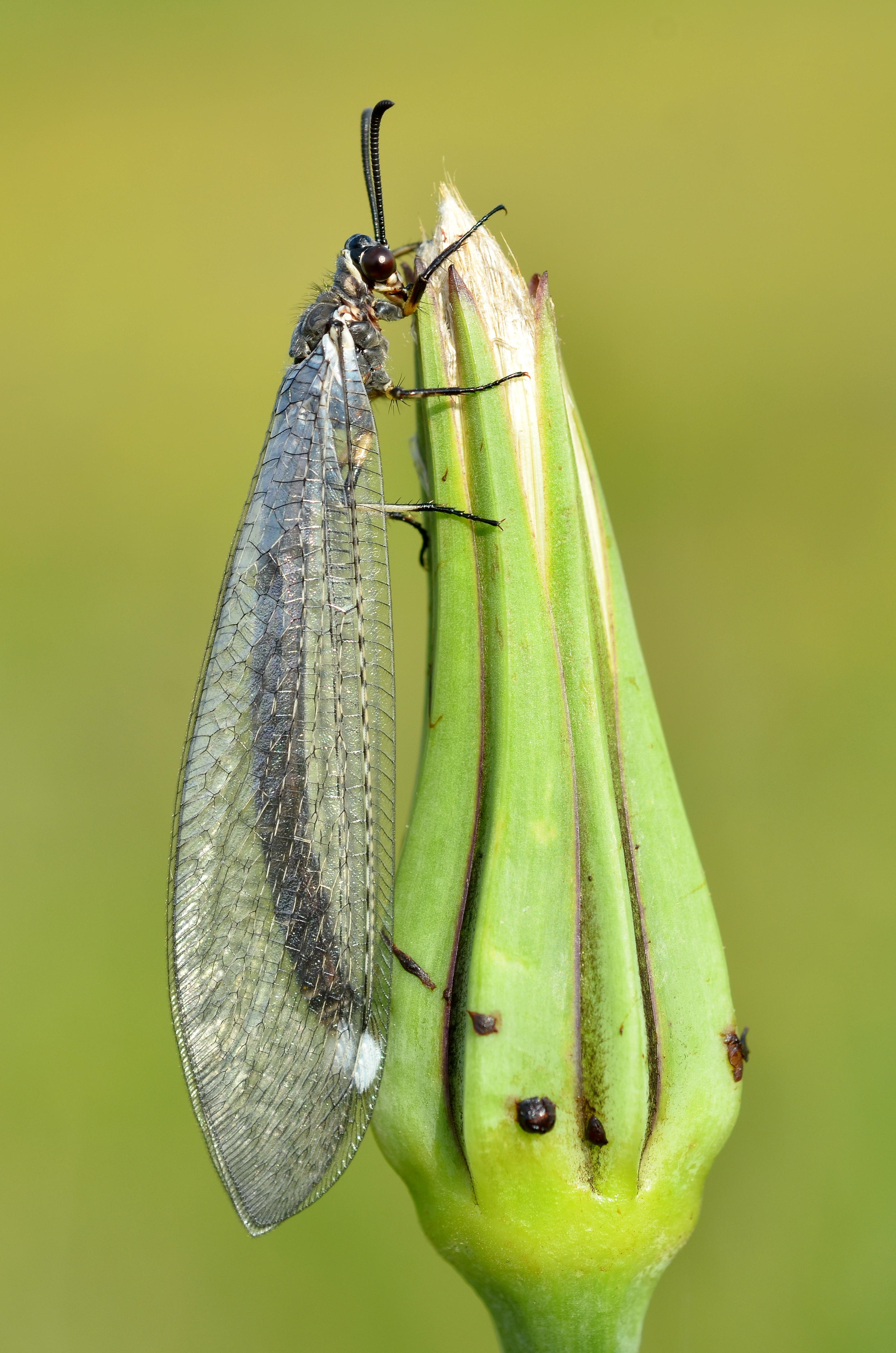
Myrmeleon formicarius, Бельгия

Взгляды на разделение муравьиных львов на подсемейства не являются устоявшимися.
Так, российский энтомолог Виктор Кривохатский в 1998 году предложил выделять 12 подсемейств:
- Stilbopteryginae Weele, 1908
- Palparinae Banks, 1911
- Pseudimarinae Markl, 1954
- Dimarinae Navas, 1914
- Echthromyrmicinae Markl, 1954
- Dendroleontinae Banks, 1899
- Nemoleontinae Banks, 1911
- Glenurinae Banks, 1927
- Myrmeleontinae Latreille, 1802
- Brachynemurinae Banks, 1927
- Myrmecaelurinae Esben-Petersen, 1919
- Acanthaclisinae Navas, 1912

Американский энтомолог Лайонел Станге в 2004 году разделил муравьиных львов на пять подсемейств и 14 триб, включающих 201 род и 1522 современных вида. Эта классификация отличается от предложенной Кривохатским только рангами некоторых таксонов, понижая уровень некоторых подсемейств до триб.
В 2017 году группой французских энтомологов (Michel et al., 2017) было признано только четыре подсемейства: Acanthaclisinae, Myrmeleontinae, Palparinae и Stilbopteryginae. Внутри Myrmeleontinae трибы Myrmecaelurini и Nemoleontini рассматриваются как монофилетические клады; триба Gepini также признана валидной, корневой к другим, в то время как Myrmecaelurini и Nesoleontini с одной стороны и Brachynemurini и Dendroleontini с другой стороны, близко родственны.
- Acanthaclisinae
- Myrmeleontinae (включая Araripeneurinae)
  - триба Gepini
  - триба Myrmecaelurini (Myrmecaelurinae)
  - триба Nesoleontini
  - триба Myrmeleontini
  - триба Brachynemurini (Brachynemurinae)
  - триба Dendroleontini (Dendroleontinae)
  - триба Nemoleontini (Nemoleontinae)
- Palparinae (включая Araripeneurinae)
  - триба Dimarini (Dimarinae)
  - триба Maulini
  - триба Palparidiini
  - триба Palparini
- Stilbopteryginae

Таксономическое положение двух вымерших родов Palaeoleon и Samsonileon муравьиных львов пока неясно.

## Муравьиные львы в культуре

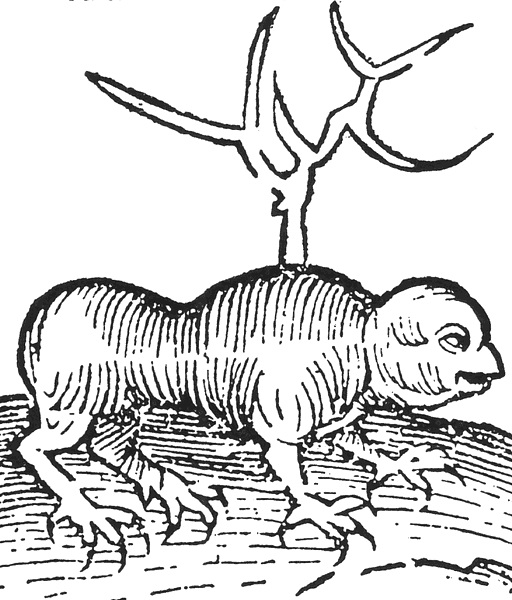
Myrmecoleon, иллюстрация из книги «Сад Здравия» Якоба Мейденбаха, 1491 год

Благодаря поведению личинок муравьиные львы оставили прочный след в мировой культуре. Ещё со времён написания древнеиндийского эпоса Махабхараты муравьиным львам приписывали черты, которые сближали их с хищными животными. Порой их изображали хищниками и, одновременно, копателями золота. Например, древнегреческий историк Геродот описывал метаморфоз (жизненный цикл) муравьиных львов, личинки которых «роют колодцы, откуда добывают золото, а взрослые летают так же быстро, как бегают верблюды». В VI веке архиепископ и церковный писатель Исидор Севильский писал о «мелком существе, враждебном к муравьям, которое зарывается в пыль и убивает муравьёв, несущих зёрна».
Мирмеколеон, или мифологический муравьиный лев — фантастическое животное античных времён, описанное в дидактической раннехристианской книге «Физиолог» (II или III век н. э.), где свойства мифологических животных соответствуют понятиям христианской морали. Его возникновение связано с ошибкой в собрании переводов Книги Иова в составе Ветхого Завета на древнегреческий язык под названием Септуагинта. В Книге Иова есть фраза: «Могучий лев погибает без добычи». Мудрецы, искавшие скрытый смысл в каждом слове Библии, при переводе переиначили её, и вместо льва возник «муравьиный лев» мирмеколеон (мраволев). В «Физиологе» он описан как гибрид льва и муравья — с головой первого и туловищем второго. Его отцом является лев, а матерью — муравей. Сам же Мирмеколеон обречён на голодную смерть, поскольку из-за своей гибридной физиологии не может быть ни плотоядным, как лев, ни растительноядным, как муравей. Мифологический муравьиный лев описывается в различных средневековых бестиариях, например «Сад Здравия» («Hortus Sanitatis») 1485 года, «Абердинский бестиарий» XII века. В них фигурируют названия мирмелеон, мирмеколеон, мраволев и т.п.
В фольклоре южной части США имеется специальное заклинание, которое произносят, чтобы выманить личинку муравьиного льва из её норы. Похожие обычаи были зарегистрированы среди народов Африки, Карибского бассейна, Китая и Австралии.
Метод охоты муравьиного льва описывается в научно-фантастическом романе Артура Кларка «Лунная пыль», где он сравнивается с тем, что происходило с пылеходом «Селеной» во время экскурсии по поверхности Луны.
В одной из глав «Необыкновенных приключений Карика и Вали» Яна Ларри Карик «знакомится с муравьиным львом», попав в его ловушку, а профессор-энтомолог Иван Гермогенович Енотов спасает мальчика и подробно рассказывает обоим детям об этом насекомом и его повадках.
В сочинении «Понятие страха» датского философа Сёрена Кьеркегора страх сравнивался с притаившейся личинкой муравьиного льва.
В сказке Туве Марики Янссон «Шляпа волшебника» (1948) из цикла о муми-троллях «повествуется о том, как Муми-тролль… наконец-то отомстил Муравьиному льву, который „однажды… затащил маму в своё логово и засыпал ей глаза песком“. Отловив Муравьиного льва, Муми-тролль и компания использовали его для экспериментов с волшебной шляпой, вследствие чего подопытный злодей превратился в ёжика».
В серии игр Half-Life встречаются инопланетные насекомые, именуемые муравьиными львами.